# Mecopterodea
Ce taxon est aujourd'hui obsolète.
Les mecopterodea sont un super-ordre d'insectes, sous-classe des ptérygotes et une section des néoptères. Ils sont holométaboles.
Ce taxon regroupait le clade formé par les hyménoptères et Panorpida, avec Neuropteroidea comme clade frère. Toutefois, les travaux de Savard ont démontré que les hyménoptères représentent un clade basal des holométaboles, rendant ce taxon obsolète.